# Qianshanornis
A Qianshanornis a madarak osztályába, a kígyászdaru-alakúak rendjébe és a  családjába tartozó fosszilis nem.

## Leírás
A Qianshanornis rapax egy kihalt kígyászdaru a középső paleocén kori Kínából. A Q. rapax az első kígyászdaru, amelyet Ázsiában találtak. Nagyon hasonlít az eocén kori Strigrogypshez, de különbözik abban, hogy kisebb, és hipertrófiás, túlnyúló második lábujja van, ami a Dromeosaurus dinoszauruszok karmára hasonlít. Bár a szárnyakból nagyon kevés maradvány maradt fenn, a szárnycsontnyúlványok arra utalnak, hogy képes volt repülni, és valószínűleg jobban, mint a Strigogyps vagy a modern kígyászdarufélék.

## Fordítás
Ez a szócikk részben vagy egészben  a   Qianshanornis című angol Wikipédia-szócikk 19 ezen változatának fordításán alapul.  Az eredeti cikk szerkesztőit annak laptörténete sorolja fel. Ez a jelzés csupán a megfogalmazás eredetét és a szerzői jogokat jelzi, nem szolgál a cikkben szereplő információk forrásmegjelöléseként.